# Грантсвілл (Меріленд)
Грантсвілл (англ. Grantsville) — місто (англ. town) в США, в окрузі Ґерретт штату Меріленд. Населення — 968 осіб (2020).

## Географія
Грантсвілл розташований за координатами 39°41′49″ пн. ш. 79°9′11″ зх. д. / 39.69694° пн. ш. 79.15306° зх. д. (39.696929, -79.153028).  За даними Бюро перепису населення США в 2010 році місто мало площу 2,53 км², уся площа — суходіл. В 2017 році площа становила 2,69 км², уся площа — суходіл.

## Демографія
Згідно з переписом 2010 року, у місті мешкало 766 осіб у 350 домогосподарствах у складі 213 родин. Густота населення становила 302 особи/км².  Було 397 помешкань (157/км²).
Расовий склад населення:
| - 98,3 % — білих - 0,4 % — корінних американців - 0,1 % — чорних або афроамериканців |

До двох чи більше рас належало 1,2 %. Частка іспаномовних становила 1,6 % від усіх жителів.
За віковим діапазоном населення розподілялося таким чином: 23,5 % — особи молодші 18 років, 56,7 % — особи у віці 18—64 років, 19,8 % — особи у віці 65 років та старші. Медіана віку мешканця становила 38,4 року. На 100 осіб жіночої статі у місті припадало 89,1 чоловіків;  на 100 жінок у віці від 18 років та старших — 84,3 чоловіків також старших 18 років.
Середній дохід на одне домашнє господарство  становив 44 551 долар США (медіана — 35 385), а середній дохід на одну сім'ю — 51 331 долар (медіана — 47 321). Медіана доходів становила 36 058 доларів для чоловіків та 26 176 доларів для жінок. За межею бідності перебувало 17,7 % осіб, у тому числі 20,6 % дітей у віці до 18 років та 8,9 % осіб у віці 65 років та старших.
Цивільне працевлаштоване населення становило 374 особи. Основні галузі зайнятості: виробництво — 16,6 %, роздрібна торгівля — 15,8 %, мистецтво, розваги та відпочинок — 12,8 %, освіта, охорона здоров'я та соціальна допомога — 11,5 %.